# Francesco Zoppis
Francesco Zoppis   (Venècia, 1715 - Venècia, p. segle XVIII) fou un compositor italià.

## Biografia
Poc se sap dels seus inicis artístics. El primer esment d'ell és del 1739, quan la companyia d'òpera ambulant de Pietro Mignotti va interpretar la seva òpera Lucio Papirio a Ditattore a Graz. El 1745 Zoppis va ser ocupat temporalment com el "vice-capellmeister" a la cort del príncep-elector Clemens August de Bonn. El 1748 va anar a Praga, on es va incorporar al conjunt Locatelli. Va començar a cooperar amb el compositors Gluck i Rutini. Zoppis va compondre la seva primera òpera de Praga, Vologeso, el 1753. Un any després, el 1754, va introduir una altra òpera: Siroe, re di Pèrsia. La música va ser escrita al llibret de Pietro Metastasio. Zoppis va sortir de Praga juntament amb Locatelli i es va traslladar a Sant Petersburg, on va dirigir l'òpera local.

## Obres seleccionades
- Lucio Papirio a ditattore - òpera, llibret d'Apostolo Zeno (1739, Graz)
- Artaserse - llibret de Pietro Metastasio (1748, Bonn)
- Il Vologeso - òpera, llibret d'Apostolo Zeno (1753, Praga)
- Siroe, re di Pèrsia - òpera (1754)
- Endimione - serenata pastoral (1754)
- Il sacrificio d'Abramo - òpera (1756)
- Didone abbandonata - llibret de Pietro Metastasio (1758, Sant Petersburg)
- La Galatea - llibret de Pietro Metastasio (1760, Sant Petersburg)
- Ouverture de Zoppis Veneziano (al Catàleg de J.-P. Masson de Meslay, c. 1790)